# Masacre de Novocherkask
La masacre de Novocherkask (en ruso: Новочеркасский расстрел) fue una matanza cometida en la Unión Soviética contra manifestantes desarmados el 2 de junio de 1962, en la ciudad rusa de Novocherkask por el Ejército Soviético y funcionarios de la KGB. Unas semanas antes, los trabajadores organizaron una huelga laboral en la factoría de construcción de locomotoras «S.M. Budyonny».
La huelga fue provocada por el descontento por un aumento de las cuotas de producción coincidiendo con un aumento a nivel nacional en los precios de los productos lácteos y la carne. Los manifestantes no hicieron caso a una advertencia del general a cargo de las tropas estacionadas alrededor del edificio de la administración en el centro de la ciudad, por lo que los hechos se tornaron violentos y terminaron con la dispersión de los manifestantes a tiros. Según cifras oficiales, 26 fueron asesinados por las tropas y 87 resultaron heridos.
Se produjeron arrestos, juicios ficticios y encubrimientos: más de 200 personas fueron arrestadas, siete fueron declaradas culpables y sentenciadas a muerte por diversos delitos como "desorden de masas" y aproximadamente cientos más fueron encarcelados con penas de hasta 15 años (algunas de las cuales posteriormente fueron reducidas); las noticias sobre los hechos nunca aparecieron en la prensa controlada por el Estado y se mantuvieron en secreto hasta 1992. Los 26 muertos fueron enterrados en secreto por agentes de la KGB en tumbas falsas que no se revelaron a los familiares hasta el 2 de junio de 1994, cuando se descubrieron todos los cuerpos y se volvieron a enterrar en el monumento oficial.
En 1992, poco después de la disolución de la Unión Soviética, los hechos fueron investigados por la fiscalía general militar. Los principales sospechosos entre los más altos funcionarios soviéticos como Nikita Jrushchov, Anastás Mikoyán, Frol Kozlov y varios otros jerarcas que fueron considerados responsables de la masacre nunca fueron responsabilizados por sus muertes cuando comenzó la investigación. La masacre se conmemora cada año en el aniversario por un grupo de participantes sobrevivientes de las protestas.

## Cultura popular
La película ¡Queridos camaradas! (2020) del director ruso Andréi Konchalovski recrea los sucesos de Novocherkask. La cinta obtuvo el Premio Especial del Jurado en el Festival Internacional de Cine de Venecia de 2020.